# デュアルチャネル

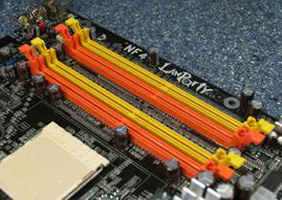
デュアルチャネル対応メモリスロット。それぞれのチャネルが色分けされている。

デュアルチャネルまたはデュアルチャンネル（英: Dual-channel）とは、広義には同一の規格の通信インターフェイスを二重に備えること。狭義としてはパソコンに搭載されているランダムアクセスメモリ（RAM）の規格において、DDR SDRAM、DDR2 SDRAM、DDR3 SDRAM、DDR4 SDRAMに対応したマザーボードを用い、メモリとノースブリッジ間（メモリバス）のデータの転送速度を2倍に引き上げる技術である。また、3～4枚一組のRAMを使用するトリプルチャネルやクアッドチャネルも存在する。
本項では狭義について述べる。

## 誕生の経緯
本規格の誕生は1999年にインテルが発表したDirect Rambus DRAMに端を発する。RDRAMは技術的断絶を必要としたため一般普及に失敗した経緯を持ち、インテルはDRDRAMの転送速度に代替手段を相対的に低速なSDRAM系技術に求めた。元来はPentium 4のメモリ転送能力要求に見合う速度を必要として誕生した技術であったが、同社のIntel 865 chipsetにDDR SDRAMインターフェイスを2つ並列で実装される事となる。

## 技術
2枚以上を一組としたRAMをマザーボードに挿入し、同期させることで効果が得られる。例として、DDR SDRAMでは一枚のメモリで64ビットのデータ幅で転送されるが、デュアルチャネルの環境下では128ビットとなる。転送速度もPC4000（DDR 500）であれば4.0GB/秒の速度で転送されるが、デュアルチャネルでは8.0GB/秒となる。周波数は2枚のメモリが同期をとる特性上、同じとなる。
デュアルチャネルで動作させるためには、マザーボード上のチップセットまたはCPU内蔵のメモリコントローラがデュアルチャネルに対応している必要がある。各チャネルの合計メモリ容量が等しい場合は、デュアルチャネルモードで動作するが、各チャネルの合計メモリ容量が異なる場合は、フレックスモードでの動作となる。どのモードでも、メモリの動作速度は最も遅いDIMMに合わせられる。
DDR2 SDRAMを用いた際、そのメモリパフォーマンスはフロントサイドバスのバランスで上限が決定していた。例えば、Intel Core 2 で FSB が 6.4GB/s (800MHz) の場合、実行出来る転送速度はシングルチャネルの DDR2-800 (6.4GB/s) と同速度であり、速度はごくわずかしか向上しない、又は全く向上しないといった場合が見受けられた。Intel Core i、AMD Phenom IIからDDR3 SDRAMへと移行し、フロントサイドバスの廃止、メモリコントローラのCPU内蔵、メモリの速度およびチャンネル数のCPU側による規定といったプロセスを経た後、デュアルチャネル～クアッドチャネルの速度を出すこととなった。

## 利点

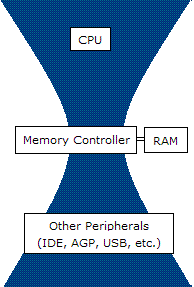
メモリの帯域幅が狭いがためにパフォーマンスが引き出せない

デュアルチャネルを利用することで、CPUや各種バス間とのデータのやりとりの効率化を図れる。
メモリ（メモリコントローラ）はCPUと各種バスの間に位置しており、CPUや各種バスよりメモリの帯域幅が狭い場合、そこがボトルネックとなりコンピュータのパフォーマンスを低下させる原因になる。デュアルチャネルを利用することで帯域幅を増やすことができるため、パフォーマンスを向上させることができる。

## 注意
メモリ増設の際、既設のメモリと併用する前提でデュアルチャネル動作スロットに新規のメモリを増設した場合、デュアルチャネル動作が正常にできなくなり、誤動作することがある。
代表的な症状としては、Windowsではエクスプローラがフリーズする。カーネルモードで停止する（BSOD）などがある。
この場合、増設前にBIOSの設定でシングルチャネル動作に変更する。又は既設のメモリを除去し、同一ロットのメモリを2枚以上増設することでこの問題を回避できる。

## 参照
1. ↑  Intelのフレックスモードとメモリ増設 元麻布春男の週刊PCホットライン